# Высотка на шести сотках
«Высотка на шести сотках» — один из распространённых видов мошенничества в сфере жилищного строительства в России. Представляет собой возведение многоквартирных домов на земельных участках, предназначенных под индивидуальное жилищное строительство с целью последующей продажи квартир в построенных домах и получения прибыли.
Выражение «высотка на шести сотках» вошло в обиход после публикации 19 июля 2010 года одноимённой статьи в «Российской газете». Речь в статье шла о строительстве многоквартирного жилого дома и продаже в нем квартир в СНТ «Гавриково-1» (тогда — Ленинский район, Московская область; с 1 августа 2012 года — поселение Сосенское, Москва) на участке, предназначенном для ведения садоводства. Застройщиком был предприниматель Виктор Иванович Холод. В августе 2012 года был снесён построенный им такой же дом в посёлке Вешки (городской округ Мытищи, Московская область).
Эта практика распространилась благодаря пробелам в российском законодательстве, возникшим после принятия Федерального закона Российской Федерации от 30.06.2006 № 93-ФЗ «О внесении изменений в некоторые законодательные акты Российской Федерации по вопросу оформления в упрощенном порядке прав граждан на отдельные объекты недвижимого имущества» (известного также как «дачная амнистия»).

## Порядок действий мошенников-застройщиков
- В непосредственной близости от крупных городов покупался и оформлялся в частную собственность застройщика один или несколько соседних земельных участков, предназначенных для индивидуального жилищного или дачного строительства, либо для ведения садоводческой деятельности.
- По закону собственники земли, выделенной под ИЖС или садоводчество, могут строить на ней индивидуальный дом высотой до трех этажей и площадью до 1,5 тыс. м² в упрощенном порядке, без проведения градостроительной экспертизы, чем и пользовались мошенники. На приобретенном участке ускоренными темпами возводился многоквартирный жилой дом. Строительство его как правило велось бесконтрольно, с грубыми нарушениями норм площади застройки земельного участка, этажности возводимого здания, требований к качеству выполняемых работ, норм санитарной и пожарной безопасности, без учета интересов соседей.
- Построенный дом декларировался как индивидуальный и оформлялся в собственность застройщика в упрощенном порядке. В соответствии с «дачной амнистией» до 1 января 2010 года для получения свидетельства на право собственности и для осуществления технического учета (инвентаризации) объекта индивидуального жилищного строительства, в том числе для оформления и выдачи технического паспорта такого объекта не требовалось предъявление разрешений на строительство, на ввод объекта в эксплуатацию, а также предоставление данных разрешений в Бюро технической инвентаризации (БТИ). Вместо этих разрешений разрешалось предъявлять составленную самим застройщиков декларацию об объекте недвижимого имущества. Указанные в декларации сведения не проверялись.
- Дом делился на доли («квартиры»), каждая из которых впоследствии оформлялась в собственность застройщика.
- «Квартиры» продавались и оформлялись в собственность покупателя как доли.

## Последствия для жильцов
Застройщик после продажи подобного объекта фактически не несёт за него никакой ответственности. Все риски, связанные с качеством строительства и обслуживанием таких домов, целиком и полностью ложатся на плечи жильцов, купивших «квартиры». Возводимые на садоводческих участках многоквартирные жилые дома обычно не обеспечены необходимыми инженерными коммуникациями: подводами электричества, воды, системой централизованной канализации и отопления, детскими площадками и парковочными местами. Как правило, такие дома строятся из дешевых материалов малоквалифицированными рабочими, с несоблюдением технологии и нарушением требований технических регламентов. Сносу такого многоквартирного дома по решению суда ничто не препятствует.